# Hypoleucis
Hypoleucis is een geslacht van vlinders van de familie van de dikkopjes (Hesperiidae), uit de onderfamilie van de Hesperiinae. De wetenschappelijke naam van dit geslacht is voor het eerst voorgesteld door Paul Mabille in een publicatie uit 1891.

## Soorten
- H. dacena (Hewitson, 1876)
- H. ophiusa (Hewitson, 1866)
- H. tripunctata Mabille, 1891